# Gammelgranslav
Gammelgranlav (Lecanactis abietina, ibland äv. Gammelgranslav) är en lavart som först beskrevs av Ehrh. ex Ach., och fick sitt nu gällande namn av Körb. Gammelgranlav ingår i släktet Lecanactis och familjen Roccellaceae.  Arten är reproducerande i Sverige. Inga underarter finns listade i Catalogue of Life.
Gammelgranlav anses vara en signalart som indikerar skog med höga naturvärden. Den växer företrädesvis på stammar till gamla granar (i södra Sverige även på ek) och kan under rätt förhållanden förekomma ganska rikligt. Artens trivsel gynnas inte främst av värdträdets ålder, utan av skogens ålder. D.v.s gammelgranlav trivs bäst där skogen har lång kontinuitet bakåt i tiden, och rikligt med gamla träd, s.k. naturskog. Trots sitt gråa, relativt anonyma utseende identifieras arten enkelt genom att rispa laven lätt. Rispan hos gammelgranlav blir gul-orange, medan rispan hos möjliga förväxlingsarter blir grön. Gammelgranlav förekommer i Sverige från Skåne upp till Jämtland.